# Obvyklá cena
Obvyklá cena nebo cena obvyklá je cena většinou používaná pro účely soukromoprávních vztahů, občanského soudního řízení včetně dědického řízení, daňového nebo exekučního řízení apod. V minulosti se pro označení téhož používal pojem obecná cena.
Obvyklou cenou se rozumí cena, která by byla dosažena při prodeji stejného, popřípadě obdobného majetku nebo při poskytování stejné nebo obdobné služby v obvyklém obchodním styku v tuzemsku ke dni ocenění. Jde o cenu stanovenou bez přihlédnutí k vlivu zvláštních okolností (mimořádných okolností na trhu, osobních poměrů prodávajícího nebo kupujícího apod.) či vlivu zvláštní obliby, jinak by šlo o tzv. mimořádnou cenu.
Obvyklá cena je často zjednodušeně ztotožňována s cenou tržní. Ta je však myslitelná jen v případě uskutečněného prodeje, zatímco obvyklá cena není stanovována pro účely prodeje, nýbrž pro účely zjištění relativně objektivní hodnoty oceňované věci.